# Eleccions al Parlament Europeu de 2024 (Espanya)
Les eleccions al Parlament Europeu de 2024 a Espanya van tenir lloc el 9 de juny de 2024 com a part de les eleccions al Parlament Europeu de 2024 que es van celebrar simultàniament a tota la Unió Europea. Es van escollir 61 diputats al Parlament Europeu, en una circumscripció única, dos més que en les eleccions anteriors.
El Partit Popular (PP), membre del Partit Popular Europeu (PPE), va guanyar les eleccions amb 22 escons, pujant 9 sobre 2019 mentre que el Partit Socialista Obrer Espanyol (PSOE), membre del Partit dels Socialistes Europeus (PSE), va aconseguir 20 escons, 1 menys que a les anteriors. Vox, que forma part del Partit dels Conservadors i Reformistes Europeus (CRE), va ser la tercera força amb 6 escons, mentre la coalició Ara Repúbliques va quedar quarta, per davant de Sumar i Podem.

## Sistema electoral
Les característiques de la convocatòria electoral venen regulades principalment pel reial decret pel qual es convoquen eleccions de diputats al Parlament Europeu, signat el 15 d'abril d'aquest any pel rei, a proposta del president Pedro Sánchez, prèvia deliberació del Consell de Ministres sobre el seu contingut en la reunió celebrada el 9 d'abril anterior.
L'estat espanyol té assignats 61 membres del Parlament Europeu segons el Tractat de Lisboa i actes posteriors. Inicialment el Tractat assignava 54 escons a Espanya, però arran de la sortida del Regne Unit de la UE n'hi van tocar cinc més. El Consell Europeu n'hi va atorgar encara dos d'addicionals el 2023 després d'augmentar la mida de la cambra a 720 escons, de manera que el total de diputats assignats puja a 61.
La votació es realitza sobre la base del sufragi universal, que comprèn a tots els ciutadans europeus nacionals i no nacionals residents majors de divuit anys i en ple gaudi dels seus drets polítics. Les modificacions a la llei electoral de 2022 van abolir el sistema de vot pregat, segons el qual els espanyols a l'estranger havien de sol·licitar el registre de votants abans de poder votar. Es va atribuir al sistema de vot d'expatriats la responsabilitat d'una important disminució en la participació d'espanyols en l'exterior durant els anys de la seva vigència.
Tots els escons es triaran en una única circumscripció plurinominal que comprèn tot el territori nacional, mitjançant un repartiment segons el mètode D'Hondt i una representació proporcional de llista tancada, sense que s'apliqui cap llindar electoral per a tenir dret a participar en la distribució d'escons. Si bé, el fet que el nombre d'escons a repartir és finit implica l'existència d'un llindar electoral efectiu.

## Candidatures
Les següents són les principals candidatures presentades en aquestes eleccions:
| Partit o coalició | Partit o coalició | Cap de llista | Cap de llista         | Ref                  |
| ----------------- | --- | ------------- | --------------------- | -------------------- |
|                   | Partit Socialista Obrer Espanyol (PSOE) - Partit Socialista Obrer Espanyol (PSOE) - Partit dels Socialistes de Catalunya (PSC)                                                 |               | Teresa Ribera         | [ 5 ]                |
|                   | Partit Popular (PP) |               | Dolors Montserrat     | [ 6 ]                |
|                   | Ciutadans–Partit de la Ciutadania (Cs) |               | Jordi Cañas           | [ 7 ] [ 8 ]          |
|                   | Sumar (Sumar) - Sumar - Esquerra Unida (IU) - Verds Equo - Més Madrid - Catalunya en Comú (CatComú) - Coalició Compromís - Nova Canàries - Chunta Aragonesista                 |               | Estrella Galán Pérez  | [ 9 ]                |
|                   | Podem (Podem) |               | Irene Montero         | [ 10 ] [ 11 ] [ 12 ] |
|                   | Vox (Vox) |               | Jorge Buxadé Villalba | [ 13 ]               |
|                   | Ara Repúbliques (Ara Repúbliques) - Esquerra Republicana (ERC) - Euskal Herria Bildu (EH Bildu) - Bloc Nacionalista Gallec (BNG) - Ara Més                                     |               | Diana Riba            | [ 14 ]               |
|                   | Junts i Lliures per Europa (Junts UE) - Junts per Catalunya (Junts) - Demòcrates de Catalunya (DC) - Moviment d'Esquerres (MES)                                                |               | Toni Comín            | [ 15 ]               |
|                   | Coalició per una Europa Solidària (CEUS) - Partit Nacionalista Basc (PNB) - Coalició Canària-Partit Nacionalista Canari (CCa–PNC) - Geroa Bai - Proposta per les Illes (El Pi) |               | Oihane Agirregoitia   | [ 16 ] [ 17 ]        |

## Resultats
| Eleccions al Parlament Europeu | Eleccions al Parlament Europeu           | Eleccions al Parlament Europeu | Eleccions al Parlament Europeu | Eleccions al Parlament Europeu | Eleccions al Parlament Europeu | Eleccions al Parlament Europeu | Eleccions al Parlament Europeu | Eleccions al Parlament Europeu |
| Candidatura                    | Candidatura                              | Candidat                       | Vots                           | +/–                            | %                              | +/–                            | Escons                         | +/–                            |
| ------------------------------ | ---------------------------------------- | ------------------------------ | ------------------------------ | ------------------------------ | ------------------------------ | ------------------------------ | ------------------------------ | ------------------------------ |
|                                | Partit Popular (PP)                      | Dolors Montserrat i Montserrat | 5.963.074                      | ▲ 1.443.869                    | 34,2 / 100                     | ▲ 14,05                        | 22 / 61                        | ▲ 9                            |
|                                | Partit Socialista Obrer Espanyol (PSOE)  | Teresa Ribera                  | 5.261.293                      | ▼ 2.108.496                    | 30,18 / 100                    | ▼ 2,18                         | 20 / 61                        | ▼ 1                            |
|                                | Vox (Vox)                                | Jorge Buxadé Villalba          | 1.677.828                      | ▲ 284.534                      | 9,63 / 100                     | ▲ 3,42                         | 6 / 61                         | ▲ 3                            |
|                                | Ara Repúbliques (Ara Repúbliques)        | Diana Riba i Giner             | 856.500                        | 395.639                        | 4,91 / 100                     | 0,67                           | 3 / 61                         | =                              |
|                                | Sumar (Sumar)                            | Estrella Galán Pérez           | 811.545                        | N/D                            | 4,65 / 100                     | N/D                            | 3 / 61                         | N/D                            |
|                                | S'ha Acabat la Festa (SALF)              | Luis Pérez Fernández           | 800.650                        | N/D                            | 4,58 / 100                     | N/D                            | 3 / 61                         | N/D                            |
|                                | Podem (Podem)                            | Irene Montero Gil              | 571.902                        | 1.686.955                      | 3,28 / 100                     | 6,79                           | 2 / 61                         | 4                              |
|                                | Junts i Lliures per Europa (Junts UE)    | Antoni Comín                   | 443.275                        | 575.160                        | 2,54 / 100                     | 2,00                           | 1 / 61                         | 2                              |
|                                | Coalició per una Europa Solidària (CEUS) | Oihane Agirregoitia            | 281.064                        | 352.026                        | 1,21 / 100                     | 1,61                           | 1 / 61                         | =                              |

## Conseqüències
Després que a les eleccions la coalició Sumar va quedar frec a frec amb Podem a tot l'Estat, obtenint tres escons, el 10 de juny Yolanda Díaz va presentar la dimissió com a líder de Moviment Sumar.